# Чемпіонат України зі Що? Де? Коли?
Чемпіонат України зі Що? Де? Коли? — головний офіційний турнір України зі спортивної версії Що? Де? Коли?. Проводиться Лігою Українських Клубів. Змагання проводяться щорічно з 1994 року. Чинним чемпіоном України є команда «Примати» з Дніпра.

## Загальні відомості
За результатами Регіональних відбіркових турнірів, Синхронного турніру Другої ліги, Перехідного етапу, щороку, визначаються учасники Першої ліги та Вищої ліги Чемпіонату. До складу Першої ліги входять 24 команди. До складу Вищої — 12 команд.
Чемпіонат України зі Що? Де? Коли? складається з двох етапів, що, зазвичай, проводяться восени та весною. Основна турнірна дистанція кожного етапу — 90 питань. Команда, що за результатами обох етапів дала відповідь на найбільшу кількість питань визнається Чемпіоном України зі Що? Де? Коли?.
Правила формування Вищої ліги
Право на участь у Вищій лізі Чемпіонату України зі Що? Де? Коли? отримують:
- Команди, що зайняли 1 – 6 місця у Вищій лізі попереднього сезону.
- Команди, що зайняли 1 – 2 місця у Першій лізі попереднього сезону.
- Команди, що зайняли 1 – 4 місця у Перехідному етапі Чемпіонату України поточного сезону.

Правила формування Першої ліги
Право на участь у Першій лізі Чемпіонату України зі Що? Де? Коли? отримують:
- Команди, що зайняли 7 – 10 місця у Вищій лізі попереднього сезону.
- Команди, що зайняли 3 – 6 місця у Першій лізі попереднього сезону.
- Команда, що зайняла 1 місце у Синхронному турнірі Другої ліги.
- Команди, що зайняли місця з 5-го та нижче за результатами Перехідного етапу. Кількість визначається виходячи з того, що необхідна кількість команд Першої Ліги має складати 24 команди.

До Сезону 2003/2004 Чемпіонат проходив одноетапно. Починаючи з сезону 2004/2005 було введено розподіл на Вищу та Першу Ліги.
Нижче приведені неповні результати Чемпіонатів України зі Що? Де? Коли? (починаючи з сезону 2004/2005 — Вищої ліги). Для ранніх чемпіонатів вказані результати лише перших 12 команд.

## Сезон 2021/2022

### Учасники
За результатами сезону 2019/2020 та результатами Попереднього етапу Чемпіонату України (25-26 вересня 2021 року у Києві), були сформовані склади Вищої та Першої ліг Чемпіонату України сезону 2021/2022:

#### Вища Ліга
1. Примати, Дніпро (переможець ВЛ 2020)
2. Kéisécker, Київ (2 місце ВЛ 2020)
3. Минус один, Київ (3 місце ВЛ 2020)
4. Номер 6, Донецьк (4 місце ВЛ 2020)
5. Зненацька, Одеса (5 місце ВЛ 2020)
6. Мавпочка змерзла, Дніпро (6 місце ВЛ 2020)
7. Сливки – Форс-Мажор, Харків (переможець ПЛ 2020)
8. ВнеБро, Київ (2 місце ПЛ 2020)
9. Жареные гвозди, Київ (переможець ПЕЧУ 2021)
10. гря хм гагага, Луганськ (2 місце ПЕЧУ 2021)
11. XXX век, Луганськ (3 місце ПЕЧУ 2021)
12. Яка Вам Різниця?, Харків (4 місце ПЕЧУ 2021)

#### Перша Ліга
1. От Винта - Братья по Фазе, Харків (переможці 2 ліги 2020)
2. Мудрість котика, Харків (5 місце ПЕЧУ 2021 - під назвою Мадагаскар и другие пингвины)
3. Песиголовці, Львів (6 місце ПЕЧУ 2021)
4. Невыносимая лёгкость, Київ (7 місце ПЕЧУ 2021)
5. Homo Ludens, Київ (8 місце ПЕЧУ 2021)
6. Західний Полюс, Тернопіль (9 місце ПЕЧУ 2021)
7. Забобонні бонобо, Львів (10 місце ПЕЧУ 2021)
8. Манія Величі, Запоріжжя (11 місце ПЕЧУ 2021)
9. Каїсса - Дикий Сад, Миколаїв (12 місце ПЕЧУ 2021)
10. Lorem ipsum, Одеса (13 місце ПЕЧУ 2021)
11. Герцоги миру, Львів (14 місце ПЕЧУ 2021)
12. Скромность и Честность, Запоріжжя (15місце ПЕЧУ 2021)
13. Finntrolls, Львів (16 місце ПЕЧУ 2021)
14. 28 тисяч білок, Київ (17 місце ПЕЧУ 2021)
15. Highlander, Львів (18 місце ПЕЧУ 2021)
16. Кокаїнові бегемотики, Львів (19 місце ПЕЧУ 2021)
17. Цинічні бандери, Київ (20 місце ПЕЧУ 2021)
18. Кентаври Кронекера, Харків (21місце ПЕЧУ 2021)
19. Дракони Ймовірності, Львів (22 місце ПЕЧУ 2021)
20. Питейные жилеты, Київ (23 місце ПЕЧУ 2021)
21. Ксюша, Вінниця (24 місце ПЕЧУ 2021)
22. Жирный тигр, Дніпро (25 місце ПЕЧУ 2021)
23. Совята, Одеса (26 місце ПЕЧУ 2021)
24. Одиночество в SETI, Одеса (27 місце ПЕЧУ 2021)
25. Галера в закате, Київ (28 місце ПЕЧУ 2021)
26. Соснова шишечка, Львів (29 місце ПЕЧУ 2021)
27. Комментарии Асгарда, Херсон (30 місце ПЕЧУ 2021)
28. Більше дного, Миколаїв (31 місце ПЕЧУ 2021)

### Місце проведення

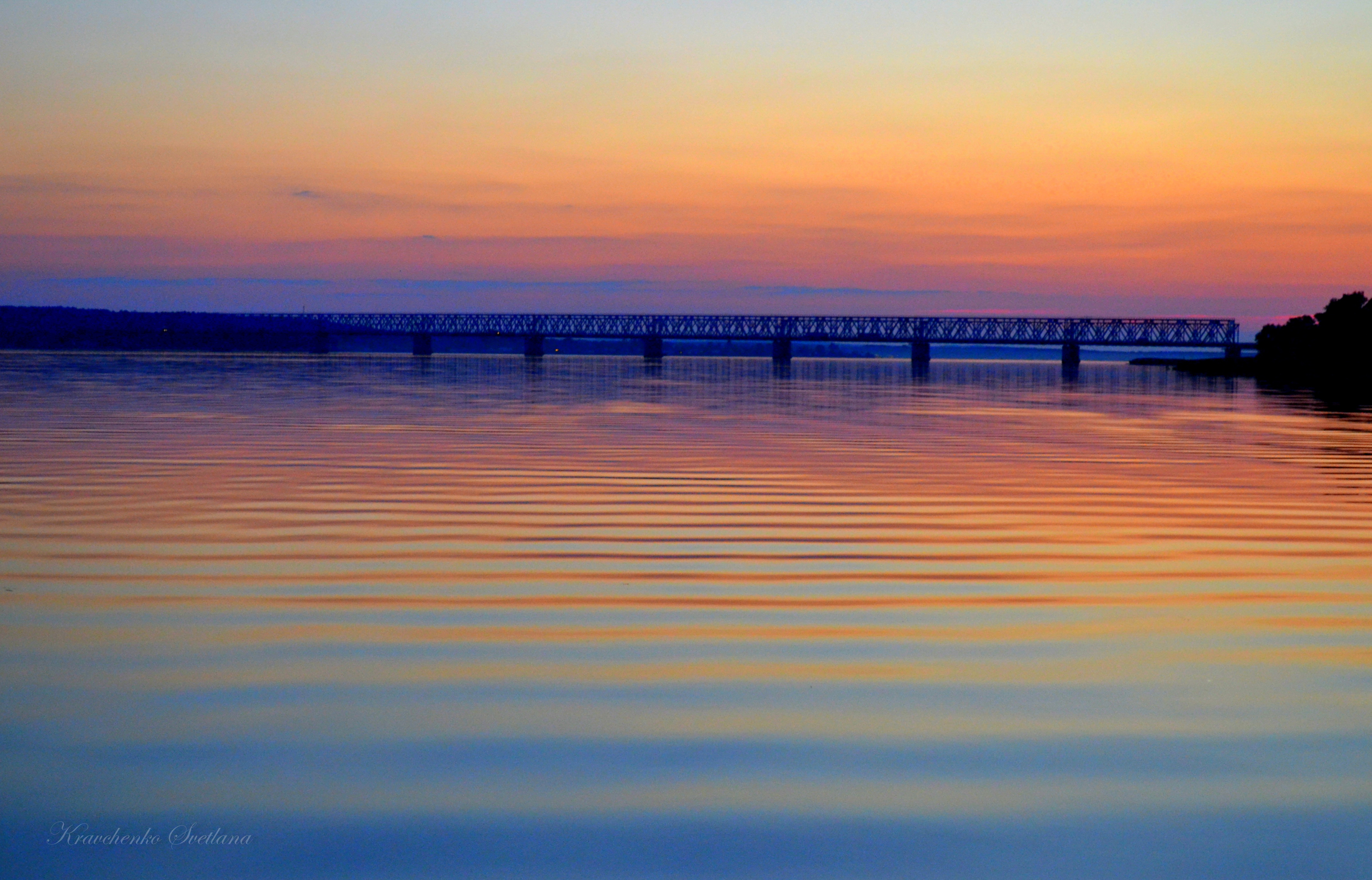
Черкаси - місце проведення заключного етапу ВЛПЛ 2021/2022. Вид на греблю.

1-й етап Чемпіонату України зі "Що? Де? Коли?" у Вищій і Першій лігах сезону 2021/2022 проходив 4-5 грудня 2021 року у Києві, в залі № 14 Міжнародного виставкового центру.
2-й етап Чемпіонату України зі «Що? Де? Коли?» у Вищій та Першій лігах сезону 2021/2022 відбудеться 5-6 березня у Черкасах. Місце проведення – готельно-ресторанний комплекс Selena Family Resort.

### Результати
| Місце | Команда                     | Результат | 1 тур | 2 тур | 3 тур | 1 день | 5 тур | 6 тур | 7 тур | 2 день |
| ----- | --------------------------- | --------- | ----- | ----- | ----- | ------ | ----- | ----- | ----- | ------ |
| 1     | Номер 6, Донецьк            | 63        | 12    | 10    | 9     | 31     | 12    | 10    | 10    | 32     |
| 2,5   | Приматы, Дніпро             | 59        | 11    | 9     | 9     | 29     | 11    | 8     | 11    | 30     |
| 2,5   | Минус один, Київ            | 59        | 11    | 11    | 9     | 31     | 10    | 9     | 9     | 28     |
| 5     | Keisecker, Київ             | 57        | 10    | 11    | 8     | 29     | 10    | 9     | 9     | 28     |
| 5     | Мавпочка змерзла, Київ      | 57        | 8     | 11    | 8     | 27     | 11    | 10    | 9     | 30     |
| 5     | Жареные гвозди, Київ        | 57        | 11    | 8     | 9     | 28     | 11    | 10    | 8     | 29     |
| 7,5   | Зненацька, Одеса            | 55        | 11    | 10    | 7     | 28     | 10    | 8     | 9     | 27     |
| 7,5   | ВнеБро, Київ                | 55        | 11    | 12    | 9     | 32     | 8     | 8     | 7     | 23     |
| 9     | Сливки – Форс-Мажор, Харків | 51        | 11    | 9     | 5     | 25     | 8     | 8     | 10    | 26     |
| 10    | гря хм гагага, Луганськ     | 50        | 9     | 9     | 6     | 24     | 9     | 10    | 7     | 26     |
| 11,5  | XXX век, Луганськ           | 42        | 10    | 6     | 6     | 22     | 9     | 6     | 5     | 20     |
| 11,5  | Яка Вам Різниця?, Харків    | 42        | 8     | 8     | 6     | 22     | 9     | 5     | 6     | 20     |

| Місце | Команда                           | Результат | 1 тур | 2 тур | 3 тур | 1 день | 5 тур | 6 тур | 7 тур | 2 день |
| ----- | --------------------------------- | --------- | ----- | ----- | ----- | ------ | ----- | ----- | ----- | ------ |
| 1     | Finntrolls, Львів                 | 54        | 11    | 11    | 8     | 30     | 8     | 8     | 8     | 24     |
| 2     | Західний Полюс, Тернопіль         | 53        | 12    | 10    | 7     | 29     | 9     | 7     | 8     | 24     |
| 3     | Дракони Ймовірності, Лівів        | 52        | 12    | 11    | 7     | 30     | 9     | 6     | 7     | 22     |
| 5,5   | Песиголовці, Лівів                | 49        | 8     | 12    | 6     | 26     | 7     | 8     | 8     | 23     |
| 5,5   | Герцоги миру, Лівів               | 49        | 10    | 11    | 5     | 26     | 9     | 6     | 8     | 23     |
| 5,5   | 28 тисяч білок, Київ              | 49        | 11    | 7     | 5     | 23     | 11    | 8     | 7     | 26     |
| 5,5   | Цинічні бандери, Київ             | 49        | 7     | 9     | 8     | 24     | 8     | 9     | 8     | 25     |
| 8     | Highlander, Лівів                 | 48        | 11    | 9     | 6     | 26     | 9     | 7     | 6     | 22     |
| 9     | Манія Величі, Запоріжжя           | 46        | 9     | 9     | 4     | 22     | 9     | 7     | 8     | 24     |
| 10    | Lorem ipsum, Одеса                | 45        | 8     | 9     | 8     | 25     | 7     | 6     | 7     | 20     |
| 11,5  | Каїсса - Дикий Сад, Миколаїв      | 44        | 9     | 9     | 5     | 23     | 9     | 5     | 7     | 21     |
| 11,5  | Скромность и Честность, Запоріжжя | 44        | 9     | 8     | 8     | 25     | 9     | 7     | 3     | 19     |
| 13    | Мудрість котика, Харків           | 41        | 7     | 9     | 5     | 21     | 5     | 4     | 11    | 20     |
| 14    | Homo Ludens, Київ                 | 40        | 8     | 9     | 4     | 21     | 7     | 6     | 6     | 19     |
| 15    | Питейные жилеты, Київ             | 39        | 6     | 10    | 1     | 17     | 9     | 7     | 6     | 22     |
| 16    | Ксюша, Вінниця                    | 38        | 6     | 7     | 5     | 18     | 8     | 5     | 7     | 20     |
| 17    | Забобонні бонобо, Лівів           | 37        | 5     | 10    | 6     | 21     | 8     | 3     | 5     | 16     |
| 19,5  | Кентаври Кронекера, Харків        | 36        | 8     | 5     | 6     | 19     | 7     | 3     | 7     | 17     |
| 19,5  | Одиночество в SETI, Одеса         | 36        | 6     | 7     | 5     | 18     | 4     | 7     | 7     | 18     |
| 19,5  | Соснова шишечка, Львів            | 36        | 9     | 7     | 4     | 20     | 8     | 3     | 5     | 16     |
| 19,5  | Комментарии Асгарда, Херсон       | 36        | 7     | 7     | 6     | 20     | 8     | 4     | 4     | 16     |
| 22,5  | Кокаїнові бегемотики, Львів       | 34        | 7     | 8     | 5     | 20     | 8     | 3     | 3     | 14     |
| 22,5  | Совята, Одеса                     | 34        | 8     | 9     | 3     | 20     | 5     | 3     | 6     | 14     |
| 24    | Більше одного, Миколаїв           | 30        | 7     | 5     | 6     | 18     | 5     | 3     | 4     | 12     |
| 25    | Жирный тигр, Дніпро               | 24        | 4     | 6     | 4     | 14     | 4     | 4     | 2     | 10     |
| 26    | Галера в закате, Київ             | 20        | 5     | 5     | 3     | 13     | 2     | 2     | 3     | 7      |

## Історія

### Сезон  1996
Чемпіоном України з Що? Де? Коли? стала команда «Стирол», яка представляла м. Горлівка, Донецька область. 
| Місце | Команда                             |
| ----- | ----------------------------------- |
| 1     | «Стирол», Горлівка                  |
| 2     | Команда Мороховського, Одеса        |
| 3     | «Порт Южный», Одеса                 |
| 4     | «UCL», Дніпропетровськ              |
| 5     | «Гамбринус», Одеса                  |
| 6     | «ЮНЭКС», Київ                       |
| 7     | «Банк Славянский», Дніпропетровськ  |
| 8     | «Теленеделя», Харків                |
| 9     | «АзМОЛ», Бердянськ                  |
| 10    | Команда Олександра Мазура, Горлівка |
| 11    | «От Винта», Харків                  |
| 12    | Команда Вінника, Київ               |

### Сезон  1997
Чемпіоном, удруге в історії, стала команда «Стирол» з Горлівки, Донецької області.
| Місце | Команда                             |
| ----- | ----------------------------------- |
| 1     | «Стирол», Горлівка                  |
| 2     | «От Винта», Харків                  |
| 3     | «Джаффа», Одеса                     |
| 4     | «Донецкое пиво», Донецьк            |
| 5     | Команда Вінника, Київ               |
| 6     | «Теленеделя», Київ                  |
| 7     | «ТриКО», Дніпропетровськ            |
| 8     | «Ивано-Франковск», Івано-Франківськ |
| 9     | Команда Олександра Бродського, Київ |
| 10    | «Порт Южный», Одеса                 |
| 11    | «Сливки», Харків                    |
| 12    | «Кремлёвская ОК», Харків            |

### Сезон  1998
Чемпионат відбувся в пгт. Ворзель 10-13 вересня 1998 г. У чемпіонаті взяли участь 37 команд, з них 29 - в залік Чемпионату. Одночасно проходив і I етап Кубку Украини. Чемпіоном стала команда «Футбол» з міста Київ.
| Місце | Команда                   |
| ----- | ------------------------- |
| 1     | «Футбол», Київ            |
| 2     | «Судоходство», Одеса      |
| 3     | «Команда Данько», Харьків |

### Сезон  1999

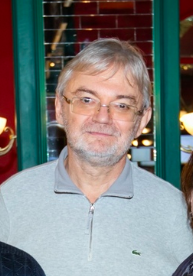
Борис Левін - чемпіон України 1999 року _{фото 2019 р.}

Чемпіоном стала команда «Стирол-Фарм» з Горлівки, Донецької області. Команда стала чемпіоном вже втретє (попередні два чемпіонства команда здобула під назвою «Стирол»).
| Місце | Команда                             |
| ----- | ----------------------------------- |
| 1     | «Стирол-Фарм», Горлівка             |
| 2     | Команда Мороховського, Одеса        |
| 3     | «Порт Южный», Одеса                 |
| 4     | «ОНУ им. Мечникова», Одеса          |
| 5     | «Автоленд», Дніпропетровськ         |
| 6     | «Футбол – ТБШ», Київ                |
| 7     | «ОК», Харків                        |
| 8     | «Свой круг», Сімферополь            |
| 9     | «Яхад – Приматы», Дніпропетровськ   |
| 10    | «Rara Avis», Київ                   |
| 11    | «Элит – Классик», Харків            |
| 12    | «Ивано-Франковск», Івано-Франківськ |

Склад переможців: Борис Левін (капітан), Микола Жовнер, Олександр Кондарев, Ігор Кузьмин, Владислав Пристинський, Ілля Сименко.

### Сезон 2000

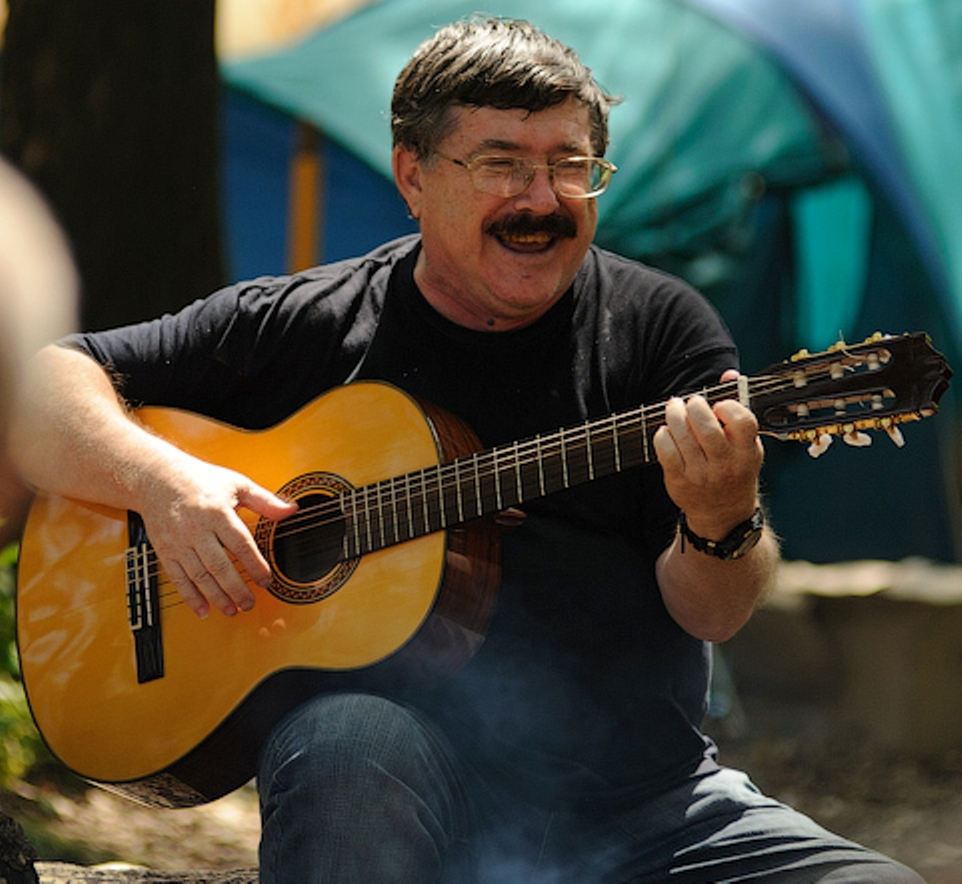
Борис Бурда - чемпіон України 2000 року.

Чемпіонат проходив 6–8 жовтня 2000 року у Харкові. Чемпіонат був відкритим, у ньому брали участь команди з Грузії та Росії.
Чемпіоном стала команда Мороховського з Одеси, вперше в історії.
| Місце | Команда                      |
| ----- | ---------------------------- |
| 1     | Команда Мороховського, Одеса |
| 2     | «Стирол», Горлівка           |
| 3     | «Хонка», Санкт-Петербург     |
| 4     | «Порт Южный», Одеса          |
| 5     | «ОНУ им. Мечникова», Одеса   |
| 6     | Команда Кузьміна, Москва     |
| 7     | «Социал-демократы», Москва   |
| 8     | «Неспроста», Москва          |
| 9     | «ОК», Харків                 |
| 10    | «Сливки», Харків             |
| 11    | «Фарлеп-Гамбринус», Одеса    |
| 12    | «Автоленд», Дніпро           |

Склад переможців: Роман Морозовський (капітан), Тетяна Богатирьова, Борис Бурда, Анатолій Вассерман, Тетяна Луговська, Ірина Морозовська.
Цікаво, що третє місце у першості зайняла команда з іншої країни — «Хонка» з Санкт-Петербургу (Нинішня назва — «Сборная Кирибати»).

### Сезон  2001
Чемпіоном стала харківська команда «От Винта – Братья по фазе», вперше в історії.
| Місце | Команда                             |
| ----- | ----------------------------------- |
| 1     | «От Винта – Братья по фазе», Харків |
| 2     | Команда Мороховського, Одеса        |
| 3     | «ОНУ им. Мечникова», Одеса          |
| 4     | «Свой круг», Сімферополь            |
| 5     | «Rara Avis», Київ                   |
| 6     | «Стирол», Горлівка                  |
| 7     | «Тёмная лошадка», Київ              |
| 8     | «Приматы», Дніпропетровськ          |
| 9     | «Донбасс», Донецьк                  |
| 10    | «ОК», Харків                        |
| 11    | «Фарлеп – Гамбринус», Одеса         |
| 12    | «Ривнэ», Рівне                      |

### Сезон  2002
Чемпіонат проходив одноетапно, команди змагалися 19–20 жовтня 2002 року.
Чемпіоном стала харківська команда «От Винта – Братья по фазе», вдруге в історії та другий рік поспіль.
| Місце | Команда                                |
| ----- | -------------------------------------- |
| 1     | «От Винта – Братья по фазе», Харків    |
| 2     | «ОНУ им. Мечникова», Одеса             |
| 3     | Команда Євгенії Каніщевої, Сімферополь |
| 4     | «ОК», Харків                           |
| 5     | «Москито», Київ                        |
| 6     | «Сливки», Харків                       |
| 7     | «Автоленд», Дніпропетровськ            |
| 8     | «Стирол», Горлівка                     |
| 9     | «Фарлеп – Гамбринус», Одеса            |
| 10    | «Чёрная кошка», Київ                   |
| 11    | «Торпедный отсек», Макіївка            |
| 12    | Команда Мороховського, Одеса           |

### Сезон  2003/2004
Чемпіоном стала команда Євгенії Каніщевої з Сімферополя, вперше в історії.
| Місце | Команда                                |
| ----- | -------------------------------------- |
| 1     | Команда Євгенії Каніщевої, Сімферополь |
| 2     | «Гамбринус», Одеса                     |
| 3     | «ХИИТ – 2000», Харків                  |
| 4     | «От Винта – Братья по фазе», Харків    |
| 5     | «Сливки – Форс-Мажор», Харків          |
| 6     | «Приматы – Шейк», Дніпропетровськ      |
| 7     | «ОК», Харків                           |
| 8     | «Стирол», Горлівка                     |
| 9     | «ОНУ им. Мечникова», Одеса             |
| 10    | «МПС», Бердянськ                       |
| 11    | «Москито», Київ                        |
| 12    | «Барвикс», Дніпропетровськ             |

### Сезон  2004/2005
Перший етап проходив 8–9 листопада 2003 року, другий — 13–14 березня 2004 року.
Чемпіоном стала команда Євгенії Каніщевої з Сімферополя, вдруге в історії та другий рік поспіль.
| Місце | Команда                                |
| ----- | -------------------------------------- |
| 1     | Команда Євгенії Каніщевої, Сімферополь |
| 2     | «От Винта – Братья по фазе», Харків    |
| 3     | «Гамбринус», Одеса                     |
| 4     | «ОНУ им. Мечникова», Одеса             |
| 5     | «Сливки – Форс-Мажор», Харків          |
| 6     | «Легіон», Одеса                        |
| 7     | «ХИИТ – 2000», Харків                  |
| 8     | «Приматы – Шейк», Дніпропетровськ      |
| 9     | «Комары Полесья», Київ                 |
| 10    | «Минус один», Київ                     |
| 11    | «Чёрная кошка», Київ                   |
| 12    | «Rara Avis», Київ                      |

Склад переможців: Анатолій Вассерман, Павло Гольдін, Євгенія Каніщева, Тетяна Луговська, Ірина Морозовська, Ольга Загородня, Ян Шапіро.

### Сезон  2005/2006
Чемпіоном стала одеська команда «ОНУ им. Мечникова», вперше в історії.
| Місце | Команда                                |
| ----- | -------------------------------------- |
| 1     | «ОНУ им. Мечникова», Одеса             |
| 2     | Команда Євгенії Каніщевої, Сімферополь |
| 3     | «Сливки – Форс-Мажор», Харків          |
| 4     | «ХИИТ – 2000», Харків                  |
| 5     | «Гамбринус», Одеса                     |
| 6     | «Приматы – Шейк», Дніпропетровськ      |
| 7     | «Rara Avis», Київ                      |
| 8     | «От Винта – Братья по фазе», Харків    |
| 9     | «Легіон», Одеса                        |
| 10    | «Торпедный отсек», Донецьк             |
| 11    | «Стирол», Горлівка                     |
| 12    | «Славяне», Дніпропетровськ             |

Склад переможців – Олексій Баєв, Костянтин Оверченко, Владислав Пристинський, В‘ячеслав Санніков, Андрій Цвігун, Леонід Черненко, Олександр Шатух.

### Сезон  2006/2007
Чемпіонат закінчився 24–25 березня 2007 року.
Чемпіоном стала харківська команда «ХИИТ – 2000», вперше в історії.
| Місце | Команда                                |
| ----- | -------------------------------------- |
| 1     | «ХИИТ – 2000», Харків                  |
| 2     | «ОНУ им. Мечникова», Одеса             |
| 3     | «Бандерлоги», Запоріжжя                |
| 4     | Команда Євгенії Каніщевої, Сімферополь |
| 5     | «Гамбринус», Одеса                     |
| 6     | «Приматы», Дніпропетровськ             |
| 7     | «Славяне», Дніпропетровськ             |
| 8     | «Сливки – Форс-Мажор», Харків          |
| 9     | «Стирол», Горлівка                     |
| 10    | «Минус один», Київ                     |
| 11    | «Кредо», Сімферополь                   |
| 12    | «Легіон», Одеса                        |

Склад переможців: Олексій Баженов, Євген Духопєльніков, Павло Єрьомін, Костянтин Колесник, Андрій Стаханов, Дар’я Колесник, Ганна Орлова, Володимир Улахович.

### Сезон  2007/2008
Перший етап проходив 3–4 травня 2007 року, другий — 23–24 лютого 2008 року.
Чемпіоном стала харківська команда «От Винта – Братья по фазе», втретє в історії.
| Місце | Команда                                |
| ----- | -------------------------------------- |
| 1     | «От Винта — Братья по фазе», Харків    |
| 2     | «ОНУ им. Мечникова», Одеса             |
| 3     | «Бандерлоги», Запоріжжя                |
| 4     | Команда Євгенії Каніщевої, Сімферополь |
| 5     | «Гамбринус», Одеса                     |
| 6     | «Стирол», Горлівка                     |
| 7     | «Приматы», Дніпропетровськ             |
| 8     | «ХИИТ – 2000», Харків                  |
| 9     | «Сливки – Форс-Мажор», Харків          |
| 10    | «Мания Величия», Запоріжжя             |
| 11    | «Rara Avis», Київ                      |
| 12    | «Торпедный отсек», Донецьк             |

### Сезон  2008/2009
Перший етап проходив 29–13 листопада 2008 року, другий — 15–16 лютого 2009.
Чемпіоном стала дніпровська команда «Приматы», вперше в історії.
| Місце | Команда                                |
| ----- | -------------------------------------- |
| 1     | «Приматы», Дніпропетровськ             |
| 2     | «ХИИТ – 2000», Харків                  |
| 3     | «Минус один», Київ                     |
| 4     | «Бандерлоги», Запоріжжя                |
| 5     | «От Винта – Братья по фазе», Харків    |
| 6     | «Катана Оккама», Київ                  |
| 7     | «Стирол», Горлівка                     |
| 8     | «Гамбринус», Одеса                     |
| 9     | «XXX век», Луганськ                    |
| 10    | «ЭПТ», Харків                          |
| 11    | «ОНУ им. Мечникова», Одеса             |
| 12    | Команда Євгенії Каніщевої, Сімферополь |

Склад переможців: Юлія Виноградова, Павло Гербер, Марія Криленко, Дмитро Піскун, Інна Піскун, Олексій Філановський, Євген Шляхов.

### Сезон  2009/2010
Перший етап проходив 12–13 грудня 2009 року у Дніпропетровську. Другий 6–7 березня 2010 року у Житомирі.
Чемпіоном стала запорізька команда «Бандерлоги», вперше в історії.
| Місце | Команда                                |
| ----- | -------------------------------------- |
| 1     | «Бандерлоги», Запоріжжя                |
| 2     | «От Винта – Братья по фазе», Харків    |
| 3     | «Сливки – Форс-Мажор», Харків          |
| 4     | Команда Євгенії Каніщевої, Сімферополь |
| 5     | «Минус один», Київ                     |
| 6     | «Приматы», Дніпропетровськ             |

Склад переможців: Олександра Косолапова (капітанша), Грігорій Алхазов, Едуард Голуб, Сергій Горбунов, Максим Коцюруба, Григорій Шлайфер.
Слід відзначити, що «Бандерлоги» -  єдина українська команда (станом на 2022 рік), яка змогла доповнити комплект золотих медалей чемпіонату України, медалями Чемпіонату світу - найпристижнішого турніру Спортивного Що? Де? Коли?. 14 листопада 2010 року в ізраїльскому м. Ейлат запоріжці зайняли 3 місце під назвою «Бандерлоги-RITLabs».

### Сезон  2010/2011
Перший етап проходив 27–28 листопада 2010 року, другий 6–7 березня 2011 року. Обидва етапи приймала Ялта, АР Крим.
Чемпіоном стала запорізька команда «Бандерлоги», вдруге в історії. Команда виграла Чемпіонат України другий рік поспіль.
| Місце | Команда                                |
| ----- | -------------------------------------- |
| 1     | «Бандерлоги», Запоріжжя                |
| 2     | Команда Євгенії Каніщевої, Сімферополь |
| 3     | «Минус один», Київ                     |
| 4     | «Rara Avis», Київ                      |
| 5     | «От Винта – Братья по фазе», Харків    |
| 6     | «Приматы», Дніпропетровськ             |

Склад переможців: Олександра Косолапова (капітанша), Грігорій Алхазов, Едуард Голуб, Сергій Горбунов, Максим Коцюруба, Григорій Шлайфер.

### Сезон  2011/2012
Перший етап проходив 19–20 лютого у Дніпропетровську. Другий 10–11 березня у Харківській області, в санаторії «Березівські мінеральні води».
Чемпіоном стала дніпровська команда «Приматы», вдруге в історії.
| Місце | Команда                                | Результат | Перестрілка |
| ----- | -------------------------------------- | --------- | ----------- |
| 1     | «Приматы», Дніпропетровськ             | 102       | -           |
| 2     | «Бандерлоги», Запоріжжя                | 100       | -           |
| 3     | «Минус один», Київ                     | 97        | -           |
| 4     | «От Винта — Братья по фазе», Харків    | 96        | -           |
| 5     | Команда Євгенії Каніщевої, Сімферополь | 95        | -           |
| 6     | «Мания Величия», Запоріжжя             | 92        | 3           |
| 7     | «Стирол», Дніпропетровськ              | 92        | 2           |
| 8     | «Песиголовці», Львів                   | 91        | -           |
| 9–10  | «Сливки – Форс-Мажор», Харків          | 88        | -           |
| 9–10  | «Rara Avis», Київ                      | 88        | -           |
| 11    | «Ёжикус Vulgaris», Київ                | 72        | -           |
| 12    | «Дальше некуда», Київ                  | 65        | -           |

Склад переможців: Євген Шляхов (капітан), Павло Гербер, Марія Криленко, Арсен Маліновський, Олег Соловйов, Олексій Філановський, Юрій Яковлев.

### Сезон  2012/2013
Перший етап проходив 8–9 грудня 2012 року у Ялті. Другий 16–17 лютого в Алушті.
Чемпіоном стала харківська команда «ЭПТ», уперше в історії.
| Місце | Команда                                | Результат |
| ----- | -------------------------------------- | --------- |
| 1     | «ЭПТ», Харків                          | 113       |
| 2     | «Бандерлоги», Запоріжжя                | 110       |
| 3     | «Минус один», Київ                     | 105       |
| 4     | «Приматы», Дніпропетровськ             | 103       |
| 5–6   | Команда Євгенії Каніщевої, Сімферополь | 100       |
| 5–6   | «Песиголовці», Львів                   | 100       |
| 7     | «Игры разума», Кременчуг               | 99        |
| 8     | «От Винта – Zodiak», Харків            | 98        |
| 9     | «Каисса – Дикий Сад», Миколаїв         | 97        |
| 10    | «ОНУ им. Мечникова», Одеса             | 91        |
| 11    | «Мания Величия», Запоріжжя             | 89        |
| 12    | «От Винта – Братья по фазе», Харків    | 87        |

Склад переможців: Євген Духопєльніков (капітан), Євгенія Духопєльнікова, Олександр Мілюков, Денис Поляков, Андрій Хорошевський, Юлія Цибульник.

### Сезон  2013/2014
Перший етап проходив 14–15 грудня у Дніпропетровську, у кафе «Simito». Другий 17–18 травня у Рівному, в нічному клубі «Лагуна».
Чемпіоном стала донецька команда «Номер 6», уперше в історії.
| Місце | Команда                                | Результат | Перестрілка |
| ----- | -------------------------------------- | --------- | ----------- |
| 1     | «Номер 6», Донецьк                     | 110       | -           |
| 2     | «Песиголовці», Львів                   | 103       | -           |
| 3     | «Минус один», Київ                     | 102       | 3           |
| 4     | «Приматы», Дніпропетровськ             | 102       | 2           |
| 5     | «Сливки – Форс-Мажор», Харків          | 98        | -           |
| 6     | «От Винта – Братья по фазе», Харків    | 92        | -           |
| 7     | «Kéisécker», Київ                      | 89        | -           |
| 8     | «ЭПТ», Харків                          | 69        | -           |
| 9     | «Знайки», Вінниця                      | 58        | -           |
| 10    | Команда Євгенії Каніщевої, Сімферополь | 44        | -           |
| 11    | «Бандерлоги», Запоріжжя                | 43        | -           |
| 12    | «Мания Величия», Запоріжжя             | 39        | -           |

### Сезон  2014/2015
Перший етап проходив у 22–23 листопада 2014 року в Києві, у Національному університеті харчових технологій. Другий 21–22 лютого у Львові, у виставковому центрі «Південний EXPO».
Чемпіоном стала вінницька команда «Знайки», вперше в історії.
| Місце | Команда                             | Результат |
| ----- | ----------------------------------- | --------- |
| 1     | «Знайки», Вінниця                   | 128       |
| 2     | «Номер 6», Донецьк                  | 113       |
| 3     | «Минус один», Київ                  | 111       |
| 4     | «Приматы», Дніпропетровськ          | 110       |
| 5     | «Сливки – Форс-Мажор», Харків       | 109       |
| 6     | «Kéisécker», Київ                   | 99        |
| 7     | «От Винта – Братья по фазе», Харків | 94        |
| 8     | «XXX век», Луганськ                 | 93        |
| 9     | «Песиголовці», Львів                | 90        |
| 10    | «Бандерлоги», Запоріжжя             | 88        |
| 11    | «От Винта – Zodiak», Харків         | 86        |
| 12    | «СКД», Київ                         | 84        |
| 13    | «Finntrolls – АВТО Software», Львів | 79        |

### Сезон  2015/2016
Перший етап проходив 12–13 грудня 2017 року у Черкасах, у кафе «Смак». Другий 16–17 квітня 2016 року у Тернополі, у Концерт-Холі ТРЦ «Подоляни».
Чемпіоном стала донецька команда «Номер 6», удруге в історії.
| Місце | Команда                             | Результат |
| ----- | ----------------------------------- | --------- |
| 1     | «Номер 6», Донецьк                  | 108       |
| 2     | «Минус один», Київ                  | 107       |
| 3     | «Мавпочка змерзла», Дніпро          | 105       |
| 4     | «Kéisécker», Київ                   | 102       |
| 5     | «Західний Полюс», Тернопіль         | 99        |
| 6     | «Приматы», Дніпро                   | 96        |
| 7     | «Жареные гвозди», Київ              | 94        |
| 8     | «Какая Вам Разница?», Харків        | 90        |
| 9     | «Drakony Jmovirnosti», Львів        | 88        |
| 10    | «Сливки – Форс-Мажор», Харків       | 85        |
| 11    | «От Винта – Братья по фазе», Харків | 80        |
| 12    | «P.S.», Дніпро                      | 68        |

### Сезон  2016/2017
Перший етап проходив 10–11 грудня 2017 року у Рівному, в нічному клубі «Лагуна». Другий 8–9 квітня у Харкові, у Палаці спорту «Локомотив».
Чемпіоном стала київська команда «Минус один», уперше в історії. До цього кияни займали 3 місце шість разів (п'ять років поспіль). Цікаво, що це перше чемпіонство не лише для «Минус один», а й взагалі для команд з Києва. Лише у 2017 році Чемпіоном України стала команда зі столиці.
| Місце | Команда                         | Результат |
| ----- | ------------------------------- | --------- |
| 1     | «Минус один», Київ              | 110       |
| 2     | «Kéisécker», Київ               | 109       |
| 3     | «Приматы», Дніпро               | 105       |
| 4–5   | «Номер 6», Донецьк              | 100       |
| 4–5   | «Зненацька», Одеса              | 100       |
| 6     | «Beit Grand – Аборигены», Одеса | 96        |
| 7     | «Сливки – Форс-Мажор», Харків   | 94        |
| 8–9   | «Drakony Jmovirnosti», Львів    | 93        |
| 8–9   | «ЭПТ», Київська область         | 93        |
| 10    | «Мания Величия», Запоріжжя      | 91        |
| 11    | «Західний Полюс», Тернопіль     | 89        |
| 12    | «Каисса – Дикий Сад», Миколаїв  | 83        |

Склад переможців: Володимир Островський (капітан), Ольга Дубінська, Антон Єганов, Костянтин Науменко, Антон Саввін, Євген Спектор.

### Сезон 2017/2018
Перший етап проходив 2–3 грудня 2017 року у Дніпрі, у приміщені Державного університету внутрішніх справ. Другий 21–22 квітня у Миколаєві, у Чорноморському національному університеті ім. Петра Могили.
Чемпіоном стала київська команда «Kéisécker», вперше в історії.
| Місце | Команда                         | Результат | Перестрілка |
| ----- | ------------------------------- | --------- | ----------- |
| 1     | «Kéisécker», Київ               | 116       | -           |
| 2     | «Приматы», Дніпро               | 114       | -           |
| 3     | «Номер 6», Донецьк              | 113       | -           |
| 4     | «Минус один», Київ              | 112       | -           |
| 5     | «Жареные гвозди», Київ          | 104       | -           |
| 6     | «Зненацька», Одеса              | 103       | -           |
| 7     | «Мавпочка змерзла», Дніпро      | 102       | -           |
| 8     | «Західний Полюс», Тернопіль     | 101       | -           |
| 9     | «Какая Вам Разница?», Харків    | 100       | -           |
| 10    | «XXX век», Луганськ             | 89        | 1           |
| 11    | «Песиголовці», Львів            | 89        | 0           |
| 12    | «Beit Grand – Аборигены», Одеса | 81        | -           |

Склад переможців: Олександр Дем'яненко (капітан), Антон Мартиненко, Ксенія Кучерова, Ася Баранова, Олег Бєсєдін, Богдан Шевченко, Дмитро Стрільчук.

### Сезон 2018/2019
Перший етап проходив 8–9 грудня 2018 року у Харкові, у Палаці спорту «Локомотив». Другий проходив 13–14 квітня у Києві, в приміщенні бізнес-центру «Компас FM».
Чемпіоном стала київська команда «Минус один», удруге в історії.
| Місце | Команда                             | 1-й етап | 2-й етап | Сума двох |
| ----- | ----------------------------------- | -------- | -------- | --------- |
| 1     | «Минус один», Київ                  | 61       | 71       | 132       |
| 2     | «Kéisécker», Київ                   | 56       | 70       | 126       |
| 3     | «Номер 6», Донецьк                  | 55       | 67       | 122       |
| 4     | «Жареные гвозди», Київ              | 54       | 65       | 119       |
| 5     | «Зненацька», Одеса                  | 54       | 60       | 114       |
| 6     | «Какая Вам Разница?», Харків        | 50       | 63       | 113       |
| 7     | «Приматы», Дніпро                   | 48       | 63       | 111       |
| 8     | «Мавпочка змерзла», Дніпро          | 49       | 61       | 110       |
| 9     | «Західний Полюс», Тернопіль         | 51       | 57       | 108       |
| 10    | «Сливки – Форс-Мажор», Харків       | 49       | 55       | 104       |
| 11    | «Ньюфаундленд», Харків              | 46       | 53       | 99        |
| 12    | «От Винта – Братья по фазе», Харків | 45       | 53       | 98        |

Склад переможців: Володимир Островський (капітан), Ольга Дубінська, Олександр Мудрий, Костянтин Науменко, Антон Саввін, Євген Спектор.

### Сезон 2019/2020

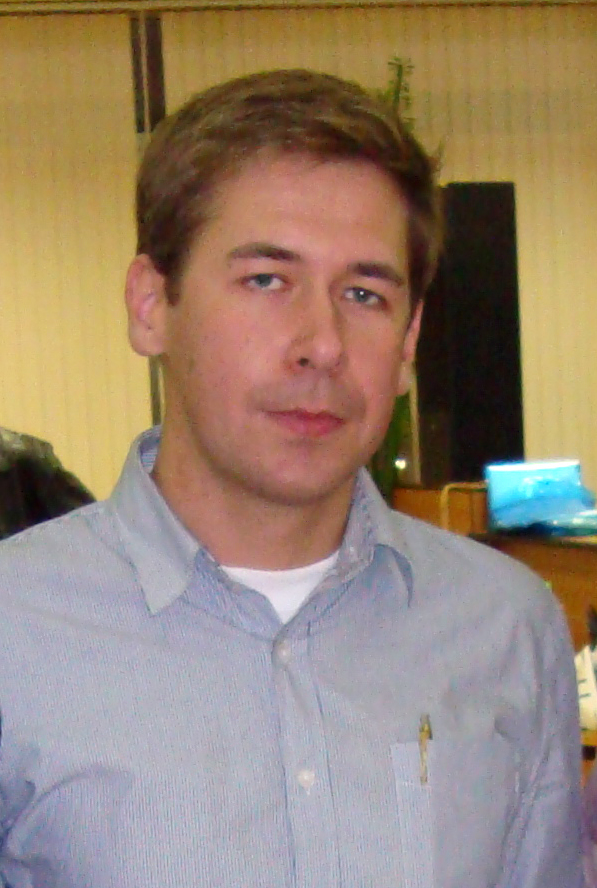
Ілля Новіков - чемпіон України сезону 2019/2020

Право змагатися за звання чемпіона України 2020 року вибороли команди:
- «Минус один», Київ (переможець ВЛ 2019)
- «Kéisécker», Київ (2 місце ВЛ 2019)
- «Номер 6», Донецьк (3 місце ВЛ 2019)
- «Жареные гвозди», Київ(4 місце ВЛ 2019)
- «Зненацька», Одеса (5 місце ВЛ 2019)
- «Какая Вам Разница?», Харків(6 місце ВЛ 2019)
- «Песиголовці», Львів (переможець ПЛ 2019)
- «Невыносимая лёгкость», Київ (2 місце ПЛ 2019)

За результатами Попереднього етапу Чемпіонату України 21-22 вересня 2019 року у Києві, до них приєдналися:
- «Примати», Дніпро (переможець ПЕЧУ 2019)
- «гря хм гагага», Луганськ (2 місце ПЕЧУ 2019)
- «Мавпочка змерзла», Дніпро (3 місце ПЕЧУ 2019)
- «Мадагаскар и другие пингвины», Харків (4 місце ПЕЧУ 2019)

30.11.2019 та 01.12.2019 у конференц-голі "Ірпінь" (м. Ірпінь, Київська область) відбувся перший етап чемпіонату. Його результати: 
| Місце | Команда                                | Результат |
| ----- | -------------------------------------- | --------- |
| 1     | «Приматы», Дніпро                      | 60        |
| 2     | «Kéisécker», Київ                      | 55        |
| 3     | «Минус один», Київ                     | 51        |
| 4–5   | «Номер 6», Донецьк                     | 46        |
| 4–5   | «Зненацька», Одеса                     | 46        |
| 6     | «Мавпочка змерзла», Дніпро             | 44        |
| 7     | «Песиголовці», Львів                   | 41        |
| 8–9   | «Жареные гвозди», Київ                 | 40        |
| 8–9   | «Невыносимая лёгкость», Київ           | 40        |
| 10–11 | «гря хм гагага», Луганськ              | 38        |
| 10–11 | «Мадагаскар и другие пингвины», Харків | 38        |
| 12    | «Какая Вам Разница?», Харків           | 37        |

Правління ЛУК ухвалило рішення визнати остаточними результатами сезона 2019/2020 Чемпіонату України зі "Що? Де? Коли?" результати ВЛПЛ-1 2019 року.
Чемпіоном стала  дніпровська команда «Примати», втретє в історії.
Склад переможців: Арсен Маліновський (к), Володимир Ітигін, Дмитро Литвинов, Ілля Новіков, Олег Соловйов, Олексій Філановський, Олександр Чижов, Єлизавета Овдієнко.

### Сезон 2020/2021
У сезоні 2020/2021 чемпіон України не визначався, у зв'язку з пандемією COVID-19.
Єдиним турніром, що проводила ЛУК, був Кубок України зі "Що? Де? Коли?" сезону 2020/2021. Турнір проводився онлайн 12-13 грудня 2020 року.
У турнірі взяли участь 53 команди (42 у основний залік і 11 у фестивальний залік).
Володарем Кубку України (69 очок) стала команда «Мінус один», Київ (Володимир Островський (капітан), Антон Саввін, Олександр Мудрий, Ольга Дубінська, Костянтин Науменко, Євгеній Спектор, Кирило Михайлов).
Срібним призером (65 очок) стала команда "Kéisécker", Київ-Москва (Олександр Демяненко (капітан), Іделія Айзятулова, Олег Бєсєдін, Ася Жаглевська-Баранова, Ксенія Кучерова, Антон Мартиненко, Богдан Шевченко, Альона Чорна)
Бронзовим призером (65 очок) стала команда "Приматы", Дніпро (Арсен Маліновський, Дмитро Литвинов, Олексій Філановський, Олег Соловйов, Олександр Чижов, Володимир Ітигін, Ілля Новіков, Єлизавета Овдєєнко).
Варто відзначити, що срібні призери, команда "Kéisécker", обійшла бронзових призерів, команду "Приматы" лише за додатковим показником - сумою місць у турах (26 проти 28).
Детальні результати турніру доступні за посиланням. :

## Статистика
| Рік  | Чемпіон                     | Місто                   |
| ---- | --------------------------- | ----------------------- |
| 1996 | «Стирол»                    | Горлівка                |
| 1997 | «Стирол»                    | Горлівка                |
| 1998 | «Футбол»                    | Київ                    |
| 1999 | «Стирол»                    | Горлівка                |
| 2000 | Команда Мороховського       | Одеса                   |
| 2001 | «От Винта — Братья по фазе» | Харків                  |
| 2002 | «От Винта — Братья по фазе» | Харків                  |
| 2004 | Команда Євгенії Каніщевої   | Сімферополь             |
| 2005 | Команда Євгенії Каніщевої   | Сімферополь             |
| 2006 | «ОНУ им. Мечникова»         | Одеса                   |
| 2007 | «ХИИТ – 2000»               | Харків                  |
| 2008 | «От Винта – Братья по фазе» | Харків                  |
| 2009 | «Приматы»                   | Дніпро                  |
| 2010 | «Бандерлоги»                | Запоріжжя               |
| 2011 | «Бандерлоги»                | Запоріжжя               |
| 2012 | «Приматы»                   | Дніпро                  |
| 2013 | «ЭПТ»                       | Харків                  |
| 2014 | «Номер 6»                   | Донецьк                 |
| 2015 | «Знайки»                    | Вінниця                 |
| 2016 | «Номер 6»                   | Донецьк                 |
| 2017 | «Минус один»                | Київ                    |
| 2018 | «Kéisécker»                 | Київ                    |
| 2019 | «Минус один»                | Київ                    |
| 2020 | «Приматы»                   | Дніпро                  |
| 2021 | Чемпіонат не проводився     | Чемпіонат не проводився |

|     | Команда                                | Чемпіон | 2-е місце | 3-є місце | Переможні сезони                |
| --- | -------------------------------------- | ------- | --------- | --------- | ------------------------------- |
| 1   | «От Винта – Братья по фазе», Харків    | 3       | 2         | 0         | 2001, 2002, 2007/2008           |
| 2   | «Приматы», Дніпро                      | 3       | 1         | 1         | 2008/2009, 2011/2012, 2019/2020 |
| 3   | «Стирол», Горлівка                     | 3       | 1         | 0         | 1996, 1997, 1999                |
| 4   | «Бандерлоги», Запоріжжя                | 2       | 2         | 3         | 2009/2010, 2010/2011            |
| 5   | Команда Євгенії Каніщевої, Сімферополь | 2       | 2         | 1         | 2003/2004, 2004/2005            |
| 6   | «Минус один», Київ                     | 2       | 1         | 7         | 2016/2017, 2018/2019            |
| 7   | «Номер 6», Донецьк                     | 2       | 1         | 3         | 2013/2014, 2015/2016,           |
| 8–9 | Команда Мороховського, Одеса           | 1       | 3         | 1         | 2000                            |
| 8–9 | «ОНУ им. Мечникова», Одеса             | 1       | 3         | 1         | 2005/2006                       |
| 10  | «Kéisécker», Київ                      | 1       | 3         | 0         | 2017/2018                       |
| 11  | «ХИИТ – 2000», Харків                  | 1       | 1         | 1         | 2006/2007                       |
| 12  | «Знайки», Вінниця                      | 1       | 0         | 0         | 2014/2015                       |
| 13  | «ЭПТ», Харків                          | 1       | 0         | 0         | 2012/2013                       |
| 14  | «Гамбринус», Одеса                     | 0       | 1         | 1         |                                 |
| 15  | «Песиголовці», Львів                   | 0       | 1         | 0         |                                 |
| 16  | «От Винта», Харків                     | 0       | 1         | 0         |                                 |
| 17  | «Сливки – Форс-Мажор», Харків          | 0       | 0         | 2         |                                 |
| 18  | «Порт Южный», Одеса                    | 0       | 0         | 2         |                                 |
| 19  | «Хонка», Санкт-Петербург               | 0       | 0         | 1         |                                 |

## Дивись також
- Ліга українських клубів
- Що? Де? Коли? (спортивна версія)
- Чемпіонат України з Брейн-рингу
- Мінус один
- Чемпіонат Києва з «Що? Де? Коли?» у Першій лізі
- Чемпіонат Києва з «Що? Де? Коли?» у Вищій лізі
- Чемпіонат світу з «Що? Де? Коли?»